# Battaglia di Kambula
La battaglia di Kambula ebbe luogo il 29 marzo 1879 durante la guerra anglo-zulu dove la forza militare Zulu ha attaccato il campo britannico di Kambula, dopo aver messo in rotta la cavalleria della forza inglese nella battaglia di Hlobane del giorno prima.

## Preludio
Dopo il disastro della battaglia di Hlobane del 28 marzo 1879, le forze del colonnello Henry Evelyn Wood si prepararono a ricevere un attacco da parte dell'intero impi zulu, di cui avevano incontrato le sezioni principali. Subito dopo l'alba del 29 marzo, i Rangers del Transvaal andarono a localizzare gli impi, il bestiame è stato messo al pascolo e dopo alcune deliberazioni, due compagnie sono state a raccogliere legna da ardere. Alle 11:00 i Rangers erano tornati con la notizia che l'impi era in movimento e avrebbe attaccato Kambula a mezzogiorno.
Wood ricevette anche informazioni che l'impi era composto da quasi 21 000 uomini, costituiti da reggimenti che avevano già sconfitto gli inglesi nella battaglia di Isandlwana e in altre battaglie. Molti degli zulu erano armati con fucili presi dai morti britannici. Poco dopo, l'impi zulu fu avvistato a 8 km di distanza attraverso la pianura, arrivando verso ovest in cinque colonne. I guerrieri degli impi non mangiavano da tre giorni. I taglialegna e il bestiame furono riportati dentro. Fiducioso che le difese potessero essere presidiate entro un minuto e mezzo dal suono dell'allarme, Wood ordinò gli uomini di cenare.
Cetshwayo ha risposto alle richieste di aiuto degli abaQulusi contro le incursioni delle truppe di Wood ordinando al principale esercito zulu di aiutarli. Gli ordinò di non attaccare posizioni fortificate ma di attirare le truppe britanniche allo scoperto anche se avesse dovuto marciare sul Transvaal per ottenere ciò, ma i suoi ordini furono ignorati. L'impi si mosse e Wood inizialmente pensò che stesse avanzando sul Transvaal, ma si fermò a poche miglia a sud di Kambula e si preparò per un attacco.

## Campo di Kambula
Le difese di Kambula consistevano in un laager esagonale formato con carri strettamente chiusi insieme e un kraal separato per il bestiame, costruito sul bordo della parete meridionale della cresta. Trincee e parapetti di terra circondavano entrambe le sezioni ed era stata costruita una ridotta in pietra su un'altura appena a nord del kraal. Una palizzata ha bloccato i 91 metri tra il kraal e il ridotto, mentre quattro cannoni da 7 libbre sono stati posizionati tra il ridotto e il laager per coprire gli approcci settentrionali. Altri due cannoni nella ridotta coprivano il nord-est. Nella ridotta furono collocate due compagnie, ed un'altra occupò il kraal del bestiame e la fanteria rimanente presidiò il laager. Ai cannonieri era stato detto che se gli zulu si fossero avvicinati avrebbero dovuto abbandonare i loro cannoni e dirigersi verso il laager. La forza di Wood radunò 121 Royal Artillery e Royal Engineers, 1 238 fanti e 638 uomini a cavallo. Con il personale del quartier generale, contava 2 000 uomini, di cui 88 ammalati in ospedale.

## La battaglia

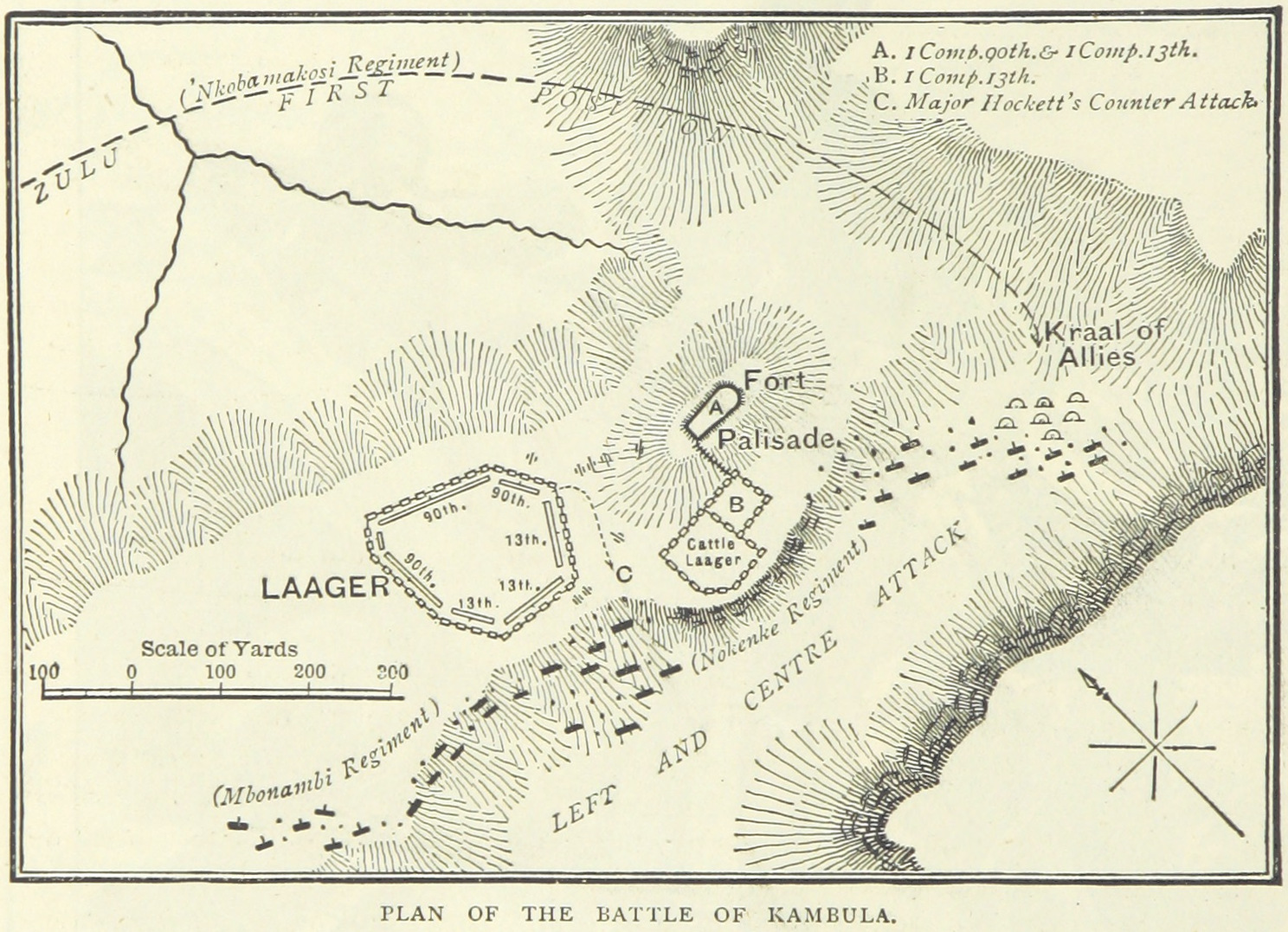
Mappa britannica della battaglia.

Alle 12:45 del 29 marzo 1879, le tende furono abbattute e furono distribuite munizioni di riserva e le truppe presero le loro postazioni di battaglia. Mentre le truppe si spostavano ai loro posti, potevano vedere il "corno destro" zulu che circolava a nord fuori dal raggio dell'artiglieria britannica prima di fermarsi a nord-ovest del campo. Il "corno sinistro" e il centro dell'impi continuarono verso ovest finché non furono a sud di Kambula. Alle 13:30 il tenente colonnello Redvers Buller ricevette l'ordine con le sue truppe a cavallo di pungere il corno destro in un attacco prematuro. Gli uomini si avvicinarono alla portata degli zulu ammassati, spararono una raffica e tornarono indietro, seguiti da vicino da una grande ondata di 11 000 guerrieri zulu che gridavano: "Non scappare Johnnie! Vogliamo parlare con te". Non appena i cavalleggeri ebbero raggiunto Kambula e liberato il campo di tiro. la fanteria britannica aprì il fuoco con il supporto dei loro quattro granate da 7 libbre che furono sparati sopra le teste dei soldati a cavallo e poi quando gli zulu si erano avvicinati, furono ingaggiati colpi di artiglieria antiuomo. Un piccolo numero di zulu riuscì a irrompere nel laager e fu respinto con le baionette, mentre la maggior parte dell'avanzata fu tenuta a bada dal costante fuoco di raffica e dall'artiglieria britannica. Alcuni membri della forza zulu virarono a destra per entrare contro il lato occidentale del laager, ma furono accolti con un tiro al volo altrettanto efficace. Verso le 14:15 il Nkobamakosi del corno destro si ritirò a nord-est.
Quando il corno destro si ritirò, il corno sinistro e il centro comprendente l'Umbonambi (uMbonambi), il Nokene (uNokhenke) e l'Umcityu avanzarono verso un burrone sotto la ridotta, quindi attaccarono dal burrone verso le 15:00 circa. I guerrieri in testa caddero al tiro al volo della 13º Fanteria leggera sulla parete sud del laager e le schegge e i colpi di arma da fuoco dei quattro cannoni britannici nel laager e dei due nella ridotta. Sempre più zulu entrarono nel burrone, a circa 91 km dal kraal del bestiame. Una quarantina di fucilieri zulu si arrampicarono sull'orlo del burrone e due gruppi presero alcune capanne a est e la discarica a ovest a circa 370 metri su entrambi i lati del campo. Il fuoco dei fucilieri zulu dalle tre posizioni costrinse la maggior parte della fanteria nel kraal del bestiame a ritirarsi nella ridotta e il resto a ripararsi presso i carri nelle retrovie. Il morale degli zulu si alzò alla vista della ritirata britannica, gli uomini nel burrone avanzarono sul kraal del bestiame, affrontati solo dal fuoco da un lato del laager principale e presto si fecero strada nel kraal, combattendo corpo a corpo con gli uomini della Compagnia 1/13. Il bestiame nel kraal ostacolava entrambe le parti, ma con l'aumento della pressione zulu, la maggior parte delle truppe britanniche riuscì a districarsi e ritirarsi nel ridotto, con quattro morti e sette feriti. I fucilieri zulu ora erano in grado di aprire il fuoco da dietro le pareti del kraal per fornire fuoco di copertura per altri zulu che avanzavano dal burrone. 

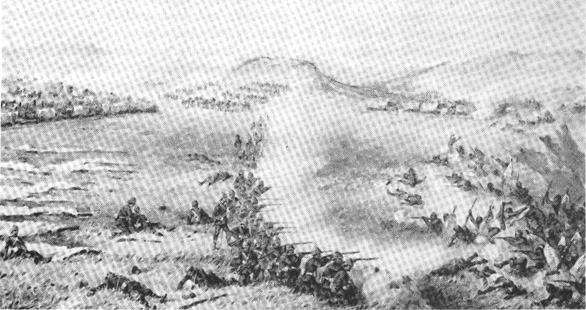
Le fasi finali della battaglia di Kambula. Una compagnia dell'1/13 in primo piano mentre sta respingendo gli Zulu verso il burrone.

In quel momento il corno destro risuonò di nuovo a nord-est, caricando attraverso la parete nord della ridotta verso i cannoni e i lati orientali del laager. Sebbene attaccato da entrambi i lati, Wood apprezzò che a sud, 5 000 zulu potevano ripararsi nel kraal del bestiame, a soli 46 metri di distanza, a portate di ulteriori cariche. Wood ordinò a due compagnie della 90ª Fanteria leggera di riprendere il kraal del bestiame con una carica alla baionetta. Guidati dal maggiore Hackett, gli uomini spostarono un carro dall'angolo nord-est del laager e formarono una fila di baionette fissate. Gli inglesi caricarono attraverso il terreno aperto, costringendo gli zulu a tornare oltre il bordo del burrone. Le truppe hanno quindi allineato la cresta e hanno aperto il fuoco a raffica contro i guerrieri ammassati. Il contrattacco era riuscito perfettamente ma gli uomini di Hackett si trovarono improvvisamente sotto il fuoco dalla loro destra, quando i tiratori zulu nelle capanne e nella discarica a sinistra aprirono il fuoco. Wood ordinò il richiamo, Hackett suonò il "ritiro" e i suoi uomini tornarono al riparo del laager, perdendo un sergente di colore, un subalterno e Hackett ricevendo una ferita sulla testa; quarantaquattro uomini furono uccisi o feriti. La Royal Artillery ha usato i suoi cannoni all'aperto e si è riversata colpo su colpo direttamente nel corno destro e ha bombardato le capanne con proiettili esplosivi e schegge per sopprimere i fucilieri zulu. La discarica si trovava dall'altra parte del laager ed è stata colpita da una raffica che ha fermato la risposta degli zulu.
Durante questo periodo l'Umcityu si ammassò in un terreno morto oltre il burrone e un altro carro fu spinto da parte per una sortita da parte di una compagnia della 13ª Fanteria leggera che poi fu respinta. La vista di questa ritirata incoraggiò gli zulu nel burrone a caricare di nuovo ma il divario nelle difese era nascosto nella ridotta e sul crinale. A distanza ravvicinata i cannonieri hanno bombardato la fanteria zulu con proiettili, creando una zona di sterminio davanti al laager. L'Umcityu fu respinto ma si radunò mentre gli altri zulu attaccavano continuamente tutto lungo il perimetro. I Nkobamakosi, che avevano sparato dalla zona rocciosa in cui si erano ritirati tre ore prima, attaccarono di nuovo la ridotta ma furono sconfitti da raffiche e colpi di artiglieria da dietro i carri e la ridotta. Gli zulu caricarono ancora e ancora con incrollabile coraggio ma la testa di ogni carica fu sbaragliata. Altri zulu si ammassarono nel burrone ma prima che il loro attacco iniziasse, due compagnie della 13ª Fanteria leggera corsero sul bordo del burrone e abbatterono gli zulu sottostanti. Verso le 17:30 i sopravvissuti zulu iniziarono a ritirarsi.

## Inseguimento
Non appena gli zulu iniziarono a spostarsi verso est, Wood ordinò a Buller di inseguire gli zulu con i suoi 600 cavalli. Gli zulu continuarono a correre mentre i cavalleggeri, in tre colonne, li chiusero e attaccarono incalzandoli senza pietà verso Zunguin Nek, le truppe a cavallo sparavano con una mano con le carabine sulla sella, usando anche le carabine come mazze e trafiggendoli con zagaglie rilasciate. L'abaQulusi, arrivato all'ultimo scappava insieme con la forza zulu. Il capitano Cecil d'Arcy del Frontier Light Horse (FLH) ha detto a i suoi soldati di non fare prigionieri e ha detto loro: "niente prigionieri e ricordate ieri!" riferendosi a Hlobane, dove i suoi uomini avevano sofferto gravemente. L'FLH ha individuato gli abaQulusi, inseguendoli fino a Hlobane e effettuando una selvaggia vendetta per i loro compagni uccisi il giorno prima. D'Arcy ha ricordato che "hanno massacrato i bruti [Zulu] dappertutto" mentre Buller era come "una tigre ubriaca di sangue". Dopo la cavalleria, la fanteria britannica e gli ausiliari africani hanno setacciato il campo uccidendo tutti i feriti o nascondendo altri zulu. Intorno alle 18:30 al calare del tramonto, una nebbia si alzò intorno alle montagne Zunguin, interrompendo l'inseguimento.

## Conseguenze

### Analisi
Kambula fu la battaglia decisiva della guerra, in quattro ore gli inglesi spararono 138 000 colpi e 1 077 proiettili. Gli inglesi dimostrarono che scudo e zagaglia non potevano competere con una forza trincerata con artiglieria e fucili Martini-Henry. Mai più un impi avrebbe combattuto contro una posizione preparata con la ferocia e la determinazione mostrate a Kambula. Il comandante zulu Mnyamana, cercò di convincere i reggimenti a tornare a Ulundi, ma molti guerrieri tornarono semplicemente a casa e ripresero a razziare. Pochi giorni dopo, 400 uomini sollevarono trenta bovini, e 1 500 pecore dalla fattoria del defunto Piet Uys. Lo shock della sconfitta contribuì a indebolire la determinazione degli zulu a mantenere la resistenza armata all'invasione britannica. Nel 1995, Ron Lock scrisse che il comandante Schermbrucker aveva scritto che:
Essi soccombettero ad armi superiori e al fuoco omicida di grossi cannoni, ma morirono come uomini valorosi e buoni soldati in difesa del loro capo tribù; abbiamo seppellito i morti zulu con tutti gli onori militari.
e che l'esercito zulu non si riprese mai dal bagno di sangue di Kambula. A Ulundi gli zulu combatterono un'altra battaglia ma senza credere nella vittoria e il prezzo per gli inglesi fu la sconfitta a Hlobane il giorno prima di Kambula. Gli inglesi non hanno mai riconosciuto il ruolo svolto dal Natal Native Contingent nella battaglia. Quattro giorni dopo, circa 11 000 zulu furono sconfitti nella battaglia di Gingindlovu e fu sollevato l'assedio di Eshowe. Nella battaglia di Ulundi gli zulu caricarono di nuovo e furono sconfitti da raffiche, artiglieria e mitragliatrici Gatling.

### Vittime
Un totale di 785 morti zulu furono contati vicino al campo in luoghi di sepoltura due giorni dopo la battaglia, ma le loro perdite furono significativamente più alte. Nel 1992, John Laband scrisse che le perdite zulu sono oggetto di dibattito. Nel 2003, Ian Knight scrisse "785 [cadaveri] furono raccolti vicino al campo. Molti altri si sdraiarono sulla linea di ritirata dove il massacro era stato più pesante... Forse fino a 2 000 morirono" e Frances Colenso (1880) ha scritto di 1 000 morti. Alcuni dei morti erano stati portati via da amici o parenti ma dovettero essere abbandonati durante l'inseguimento. Molti altri guerrieri in ritirata dalla battaglia furono raggiunti e uccisi dalle truppe a cavallo britanniche e inoltre, molti guerrieri feriti morirono prima che potessero raggiungere casa e aiutare, il giorno successivo furono contati 157 corpi lungo la linea di ritirata con segnalazioni di altri in lontananza. La stima ufficiale britannica nella narrativa del War Office metteva le perdite totali di morti e feriti zulu a "quasi 2 000". Gli zulu pensavano che le loro vittime fossero almeno pari o superiori a quelle subite a Isandlwana. Gli inglesi subirono vittime di 18 soldati britannici uccisi, 8 ufficiali e 57 uomini feriti, 11 dei quali morirono in seguito. Nel 1995 Ron Lock scrisse che la mattina dopo la battaglia, un ufficiale, James Francis, trovò 800 zulu morti entro un raggio di 730 metri dal campo e che probabilmente altri 1 500 zulu furono uccisi lungo la linea dell'inseguimento. Fu scavata una fossa lunga 61 metri e profonda 3 metri per seppellire i morti zulu; gli inglesi subirono 83 uomini uccisi o feriti.